# Energia potenziale gravitazionale
In meccanica classica, e specificamente nella teoria newtoniana della gravitazione, l'energia potenziale gravitazionale è l'energia potenziale relativa alla forza di attrazione gravitazionale fra masse.
Costituisce un esempio di potenziale scalare.

## Definizione
La forza gravitazionale newtoniana che un corpo di massa {\displaystyle M} esercita su un corpo di massa {\displaystyle m} (puntiformi o corpi rigidi con densità a simmetria sferica) è data da:
{\displaystyle {\vec {F}}=-{\frac {GMm}{r^{2}}}{\hat {r}}=-{\frac {GMm}{r^{3}}}{\vec {r}}},
dove {\displaystyle G} è la costante di gravitazione universale, {\displaystyle {\vec {r}}={\vec {r}}_{m}-{\vec {r}}_{M}} il vettore congiungente {\displaystyle M} con {\displaystyle m}, {\displaystyle {\hat {r}}} il relativo versore ed {\displaystyle M} è posto per semplicità nell'origine del sistema di riferimento, così che sia {\displaystyle {\vec {r}}={\vec {r}}_{m}}. Il lavoro che un agente esterno deve compiere per spostare il corpo di massa {\displaystyle m} dal punto {\displaystyle A} al punto {\displaystyle B}, distanti dall'origine rispettivamente {\displaystyle {\vec {r}}_{A}} e {\displaystyle {\vec {r}}_{B}}, ovvero l'opposto del lavoro compiuto dalle forze del campo gravitazionale tra gli stessi due punti, è:
{\displaystyle L_{ext,AB}=-L_{AB}=-\int _{A}^{B}{\vec {F}}\cdot d{\vec {s}}=-\int _{A}^{B}-{\frac {GMm}{r^{2}}}{\hat {r}}\cdot \mathrm {d} {\vec {s}}=GMm\int _{r_{A}}^{r_{B}}{\frac {\mathrm {d} r}{r^{2}}}=GMm\left[-{\frac {1}{r}}\right]_{r_{A}}^{r_{B}}=-GMm\left({\frac {1}{r_{B}}}-{\frac {1}{r_{A}}}\right)}.
È fondamentale notare che il lavoro non dipende dal percorso, ma solo dalle posizioni di partenza e arrivo del corpo, né dalla velocità con cui è percorso, il che significa che siamo in presenza di un campo di forze conservative (essendo la forza centrale), ossia che {\displaystyle \delta L} è un differenziale esatto: {\displaystyle \operatorname {\delta } L=\operatorname {d} L}. In tal caso torna utile introdurre il concetto di energia potenziale gravitazionale {\displaystyle U} in base alla seguente definizione: l'energia potenziale gravitazionale {\displaystyle U_{A}} rispetto a un punto di riferimento {\displaystyle C} arbitrariamente scelto di una massa {\displaystyle m} posizionata in un punto {\displaystyle A} è il lavoro esterno compiuto nello spostamento di {\displaystyle m} dal punto di riferimento {\displaystyle C} al punto {\displaystyle A}, ovvero l'opposto del lavoro compiuto dalle forze del campo gravitazionale tra gli stessi due punti:
{\displaystyle U_{A}:=L_{ext,CA}=-L_{CA}=-\int _{C}^{A}-{\frac {GMm}{r^{2}}}{\hat {r}}\cdot \mathrm {d} {\vec {s}}=\int _{C}^{A}{\frac {GMm}{r^{2}}}\mathrm {d} r=-GMm\left({\frac {1}{r_{A}}}-{\frac {1}{r_{C}}}\right)}.
Essendo {\displaystyle C} scelto arbitrariamente, è possibile e conveniente porlo a distanza infinita dal centro del sistema di riferimento, così da ottenere la seguente espressione, sempre negativa e decrescente (crescente in modulo) per distanze avvicinantesi alla sorgente del campo:
{\displaystyle U_{A}=-{\frac {GMm}{r_{A}}}}.
Questa è l'energia potenziale gravitazionale del corpo di massa {\displaystyle m} quando è posto nel punto {\displaystyle A}, ed è l'opposto del lavoro compiuto dalle forze del campo gravitazionale sulla massa {\displaystyle m} quando questa viene spostata dall'infinito ad {\displaystyle A}, oppure il lavoro positivo compiuto da una pari forza esterna per portare la massa {\displaystyle m} da "fuori dal campo", ossia dall'infinito, ad {\displaystyle A}. Da ciò risulta:
{\displaystyle L_{AB}=U_{A}-U_{B}},
il che significa che nel campo gravitazionale il lavoro compiuto dalle forze del campo su un corpo di massa {\displaystyle m} che si sposta da {\displaystyle A} a {\displaystyle B} è pari all'opposto della differenza di energia potenziale di {\displaystyle m} nei punti {\displaystyle A} e {\displaystyle B} (il che non è una prerogativa del campo gravitazionale, ma è una caratteristica di ogni campo di forze conservative).
Si noti come l'energia potenziale di {\displaystyle m} in una generica posizione sia una funzione della distanza {\displaystyle r} di {\displaystyle m} da {\displaystyle M}:
{\displaystyle U(r)=-{\frac {GMm}{r}}}.
Introducendo il concetto di potenziale, come energia potenziale normalizzata alla massa sonda {\displaystyle m} unitaria:
{\displaystyle V(r)=-{\frac {GM}{r}}}.
Si noti come il potenziale sia una caratteristica dei punti del campo, e non dipende dalla eventuale massa posizionata in esso.
Varrà:
{\displaystyle U(r)=mV(r)}.
Osservazioni:
1. L'energia potenziale, come la forza, dipende solo dalla mutua distanza dei corpi. Se uno dei due è vincolato all'origine, l'altro sarà soggetto ad una forza centrale.
2. Nel caso di cui sopra le superfici equipotenziali saranno sfere centrate sull'origine. Infatti: {\textstyle -{\frac {GMm}{r}}=K\Rightarrow r=-{\frac {GMm}{K}}} cioè una costante positiva ({\displaystyle K} è minore di {\displaystyle 0}).
3. Con la scelta di porre la costante d'integrazione {\displaystyle C} pari a {\displaystyle 0}, abbiamo imposto che l'energia potenziale sia sempre negativa. Nel caso in cui {\displaystyle r} tenda a {\displaystyle +\infty } l'energia potenziale tende a {\displaystyle 0}.

### Corpi a simmetria sferica
Vige un teorema fondamentale per i corpi a simmetria sferica: nella versione "dedicata" alla forza di gravità esso afferma che "una massa estesa dotata di simmetria sferica genera al suo esterno lo stesso campo gravitazionale generato da un oggetto puntiforme di pari massa disposto al centro della sfera". A causa della stessa forma delle funzioni delle forze elettriche e gravitazionali, lo stesso teorema si applica quasi identicamente in elettrostatica.
Il teorema del flusso di Gauss implica la possibilità di modellizzare, con buona approssimazione, la forza che un pianeta (o una stella, o un qualunque oggetto a simmetria sferica) esercita su un corpo nel suo campo gravitazionale come se la sorgente del campo fosse puntiforme, e di usare quindi le classiche formule della forza e dell'energia potenziale anche nel caso di corpi estesi radialmente simmetrici.

## Corpi vicini alla superficie terrestre
Per corpi vicini alla superficie terrestre (entro la decina di km da terra) è possibile approssimare l'accelerazione gravitazionale con il suo sviluppo di Taylor all'ordine 0, cioè con il valore costante g che la forza assume sulla superficie terrestre.
Poniamoci in un sistema di riferimento cartesiano ({\displaystyle O,x,y,z}), con {\textstyle {\hat {z}}} versore dell'asse {\displaystyle z}. La superficie terrestre si trova, per definizione, ad un raggio terrestre {\displaystyle {\vec {r}}_{T}} di distanza dal centro della Terra; naturalmente sia l'accelerazione di gravità che il raggio terrestre sono quantità medie. Otteniamo:
{\displaystyle {\begin{aligned}F(x,y,z)&=F(z)=-m\cdot {\frac {GM}{r_{T}^{2}}}{\hat {z}}+{\mathcal {O}}(r){\hat {z}}\ =-mg{\hat {z}}+{\mathcal {O}}(r){\hat {z}}\approx -mg{\hat {z}}\end{aligned}}},
dove {\textstyle g={\frac {GM}{r_{T}^{2}}}}; il termine {\displaystyle {\mathcal {O}}(r){\hat {z}}} indica i termini dello sviluppo dipendenti dalla distanza dal centro della terra, e viene trascurato.
Integrando si ricava l'energia potenziale:
{\displaystyle U(x,y,z)=U(z)=mgz+{\text{cost}}},
da cui la funzione potenziale:
{\displaystyle V(x,y,z)=V(z)=gz+{\text{cost}}.}
Si noti come, diversamente dal caso generale, l'energia potenziale cresca, in modulo, all'aumentare della distanza dalla sorgente del campo, ovvero della quota {\displaystyle z}. In questo caso, ponendo a {\displaystyle 0} la costante, si rende nulla l'energia potenziale alla quota di riferimento {\displaystyle z=0}. Diversamente, si può scegliere come punto a energia potenziale nulla {\textstyle z_{0}}, giungendo a:
{\displaystyle U(z)=mg(z-z_{0})}.